# 雁石坪站
雁石坪站位于中国青海省海西州格爾木市唐古拉山镇实际地区属于西藏自治区那曲市安多县雁石坪镇，海拔4721米，于2006年7月1日启用。該站为青藏铁路的无人駐守车站，由青藏铁路集团公司營運。“雁石坪”一名来源于1950年代慕生忠在带领施工团队修建青藏公路时所起，为一名筑路工人的家乡。

## 使用情况
雁石坪站是青藏铁路的无人站，有14列旅客列车经过此站，主要为拉萨到发的各类旅客列车。

## 始发车次
目前雁石坪站未有任何始发车次。

## 历史
- 2006年7月1日：雁石坪站建成启用。